# Windows Search
Windows Search is een programma dat een harde schijf kan doorzoeken, vrijgegeven door Microsoft voor het gebruik op Windows. In Windows 7 (versie 4.0) en Windows Vista (versie 3.0) is het standaard al aanwezig. Windows Search is de opvolger van Windows Desktop Search (onderdeel van Windows XP).

## Overzicht
Na de installatie van Windows Search worden alle bestanden geïndexeerd op de harde schijf van de gebruiker. Dit kan enkele uren duren, maar het is een eenmalige gebeurtenis. Zodra het indexeren is voltooid, is Windows Search in staat deze index te gebruiken om de resultaten sneller te doorzoeken dan als de bestanden niet geïndexeerd zouden zijn, hoewel Windows Search niet kan zoeken op niet-geïndexeerde locaties. Bij zoekopdrachten wordt niet alleen gezocht op bestandsnamen, maar ook op de inhoud van het bestand; ook de trefwoorden, commentaren en metadata van een bestand kunnen worden doorzocht. Als een gebruiker zoekt naar bijvoorbeeld "The Beatles" met als doel muziek hiervan te vinden, worden ook alle e-mails en documenten die "The Beatles" in de titel of de inhoud bevatten doorzocht. Windows Search beschikt ook over "zoek-als-je-typt". Dit wil zeggen dat Windows Search begint met zoeken zodra tekens worden ingevoerd in het zoekvak, waardoor bestanden kunnen worden gevonden nog voordat de volledige zoekopdracht is ingevoerd.

## Natural Language Search
Windows Search bevat "Natural Language Search", zodat de gebruiker kan zoeken naar zaken als "foto's vorige week genomen" (de gebruiker vindt hiermee alle foto's die vorige week zijn genomen) of "e-mail verstuurd naar Dave" (de gebruiker vindt hiermee alle e-mails die zijn verstuurd naar Dave). Deze optie is standaard uitgeschakeld, maar kan worden ingeschakeld.

## Zoekbalk in Windows Verkenner
In de Windows Verkenner van Windows 7 en Vista is op de menubalk een zoekvak aanwezig. Dit is een onderdeel van Windows Search. Het kan worden gebruikt om te zoeken in een enkele map, die op dat moment geopend is in de Verkenner. Als deze map ook submappen bezit, dan worden deze ook doorzocht.

## Windows Search 4.0
Windows Search 4.0 is een nieuwe versie van Windows Search uitgebracht op 3 juni 2008, voor zowel Windows Desktop Search 3.0 op Windows XP als Instant Search van Windows Vista. Het is vooral een update voor de indexeringsonderdelen en enkele wijzigingen aan de UI. Deze nieuwe versie maakt het ook mogelijk om andere PC's met Windows XP, Windows Vista, Windows 7, Windows Server 2003 of Windows Server 2008 die aan het netwerk zijn gekoppeld te doorzoeken. Windows Search 4.0 maakt al standaard deel uit van Windows 7.

## Systeemeisen
- Besturingssysteem: Windows XP (SP2 voor versie 3 en 4), Windows Server 2003 SP1, Windows Vista, Windows Server 2008 en Windows 7
- Browser: Internet Explorer 5.01 of hoger
- Voor e-mail indexering: Microsoft Office Outlook 2000 of hoger, Microsoft Outlook Express 6.0 of hoger. (Plugins voor andere e-mail cliënten zijn ook verkrijgaar).

## Andere desktopzoekers
Er bestaan diverse andere gratis desktopzoekers, onder meer Copernic Desktop Search, DocFetcher en Strigi. In de Linux-omgeving biedt Beagle vergelijkbare functionaliteit voor Gnome, terwijl NEPOMUK voor KDE duidelijk anders van opzet is.